# Адалберо Аугсбургски
Адалберо фон Аугсбург (на немски: Adalbero, Adelbero; * Дилинген на Дунав, † 28 април 909, Аугсбург) от рода на графовете на Дилинген, е епископ на Аугсбург от 887 до 909 г.

## Биография
Адалберо получава образованието си в манастир Елванген, става там монах и абат (игумен).
През 887 г., след смъртта на епископ Витгар, имперски канцлер при Лудвиг Немски и Карл Дебелия, Адалберо го последва като епископ на Аугсбург. Той става скоро любимец и влиятелен съветник на крал Арнулф, когото придружава до Рим през 895 г. за императорската му коронизация. Арнулф го прави възпитател на синът си Лудвиг, който Адалберо кръстил заедно с архиепископ Хато I от Майнц.
При младия Лудвиг Детето той е особено влиятелен. Той умира една година преди Лудвиг на 4 октомври 910 г.